# Giovanni Battista Marin
Giovanni Battista Marin (Conegliano, 27 luglio 1833 – Torino, 10 aprile 1893) è stato un patriota italiano, componente della spedizione dei Mille di Garibaldi.
Gli è stata intitolata una via della città di Conegliano.
Altri garibaldini coneglianesi furono:
- Pietro Scarpis
- Giuseppe Pilla
- Giuseppe Cocolo